# Hof (Saale)
 For alternative betydninger, se Hof (flertydig). (Se også artikler, som begynder med Hof)
Hof kreisfri by i den nordøstlige del af den bayerske regierungsbezirk Oberfranken i det sydlige Tyskland. For at skelne den fra andre byer af samme navn kaldes den Hof an der Saale eller Hof in Bayern. Hof er et Oberzentrum både i nettet Metropolregion Nürnberg og det grænseoverskridende netværkssamarbejde Euregio Egrensis mellem Bayern, Böhmen, Sachsen og Thüringen.

## Geografi
Byen Hof ligger i floddalen til Saale, der løber gennem dens område fra syd mod nord, mellem mittelgebirgeområderne Fichtelgebirge, Frankenwald og Vogtland.
Det laveste punkt i floddalen ved Saale ligger i 450 meters højde og det højeste punkt i kommunen ligger i 550 meters højde.

### Nabokommuner
Den kreisfrie by Hof er omsluttet af Landkreis Hof . Den grænser til følgende kommuner, (med uret, begyndende i nord; parenteserne angiver beliggenhedn på kortet):
- Feilitzsch (G3)
- Trogen (G12)
- Gattendorf (G4)
- Döhlau (G2)
- Oberkotzau (M2)
- Konradsreuth (G8)
- Leupoldsgrün (G9)
- Köditz (G7)

### Inddeling
Byen Hof består af bydelene
| - Altstadt - Bahnhofsviertel - Haidt (fra 1978) - Hofeck (fra 1906) - Eppenreuth (fra 1972) - Fabrikvorstadt - Krötenbruck (fra 1906) | - Leimitz (fra 1977) - Moschendorf (fra 1906) - Münster - Neuhof - Neustadt - Jägersruh (fra 1977) - Gärtla | - Osseck (fra 1972) - Pirk (fra 1972) - Unterkotzau (fra 1972) - Vogelherd - Vorstadt - Wölbattendorf (fra 1978) |